# Províncies de l'Iran
L'Iran és subdividit en trenta-una províncies (persa: استان ostân), cadascuna governada per una entitat local, normalment la ciutat més poblada, anomenada capital (persa: مرکز, Màrkaz) de cada província. L'autoritat provincial és encapçalada per un governador general (persa: استاندار ostândâr), qui és nomenat pel Ministre de l'Interior subjecte a aprovació del Cabinet de l'Iran.

## Història moderna

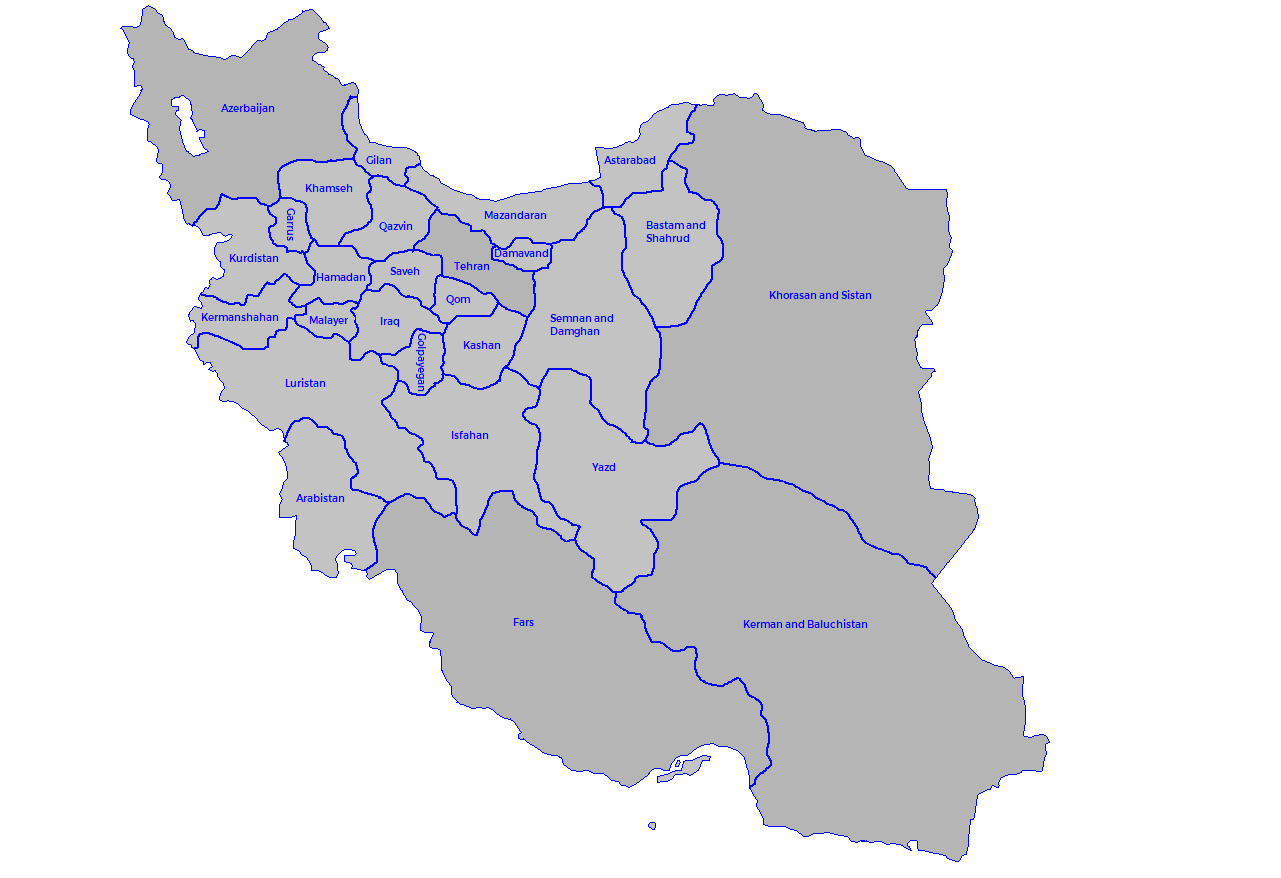
Mapa de les subdivisions administratives de l'Iran el 1911, Tehran, Eyalats, i Velayats.

L'Iran va establir el seu territori modern des del Tractat de París de 1857. Abans de 1937, l'Iran havia mantingut la seva estructura divisional administrativa feudal, que es remunta a l'època en què l'estat modern va ser centralitzat per la dinastia safàvida al segle XVI. No obstant que els límits, els rols i els governants canviaven sovint. A la vigília de la Revolució Constitucional Persa de 1905, l'Iran estava compost per Teheran, essent governat directament pel monarca; quatre eyalats (persa: ایالات elâyât pl., ایالت elayat sin.), governat pels Prínceps de Qajar; i diversos velayats (persa: ولایات velâyât pl., ولایت velayat sin.). Les confederacions tribals nòmades, com el poble Bakhtiari i el poble Qashqai, eren en gran part independents de les divisions administratives domèstiques i eren autònoms.
Amb la Revolució Constitucional, i la formació de la primera Assemblea Nacional Consultiva, es van definir legalment les subdivisions administratives de l'Iran el 1907. Segons la llei de 1907, les següents subdivisions van ser definides:
| «              | Persa .ماده ۱ ــ مملکت محروسه ایران برای تسهیل امور سیاسی بایالات و ولایات منقسم می‌شود ماده ۲ ــ ایالت قسمتی از مملکت است که دارای حکومت مرکزی و ولایات حاکم‌نشین جزء است و فعلاً منحصر به چهار ایالت است: آذربایجان، کرمان و بلوچستان، فارس، خراسان ماده ۳ ــ ولایات قسمتی از مملکت است که دارای یک شهر حاکم‌نشین و توابع باشد اعم از اینکه حکومت آن تابع پایتخت یا تابع مرکز ایالتی باشد | Català Article 1 - El domini vigilat de l'Iran, per a la facilitació dels afers polítics, es subdividirà en Eyalats i Velayats. Article 2 - Eyalat és una part del regne que inclou un govern central i uns Velayats governats per un governador subordinat i de moment només hi ha quatre Eyalat: Azerbaidjan, Kerman i Baluchistan, Fars, Khurasan. Article 3 - Velayat és una part del regne que inclou una ciutat de residència del governador i àrees subordinades, tant si el seu govern està subordinat a la capital (Teheran) com a la capital d'un Eyalat. | » |
| — Llei de 1907 | | |   |

El 22 d'octubre de 1911, l'Assemblea Nacional Consultiva iraniana va aprovar una altra llei, titulada "La llei d'elecció de l'Assemblea Nacional Consultiva" (persa: قانون انتخابات مجلس شورای ملی). Aquesta llei presentava una llista complerta de tots els Eyalats i Velayats del país, així com els seus districtes i ciutats constituents. Aquesta llista presentava l'agrupació de diverses ciutats i districtes en districtes electorals per a les eleccions. Segons aquesta llei, el 1911, l'Iran estava format per 27 subdivisions administratives, la regió de Teheran, 4 eyalats, i 22 velayats. La llista era:
Ciutat capital
- Teheran

Eyalats
1. Azerbaijan
2. Fars
3. Kerman i Balutxistan
4. Khorasan i Sistan

Velayats
1. Khuzestan
2. Astarabad (Gorgan)
3. Damavand
4. Gerrus (Bijar)
5. Gilan (Raixt)
6. Gulpayagan, Kamareh i Khansar
7. Hamadan
8. Iraq (Arak)
9. Esfahan
10. Kaixan
11. Khamseh (Zanjan)
12. Kermansah
13. Kurdistan (Sanandaj)
14. Luristan (Barudjird)
15. Malayer
16. Mazandaran (Sari)
17. Qazvín
18. Qom
19. Saveh
20. Semnan i Damghan
21. Xahrud i Bastam
22. Yazd

El 1937 Iran fou reorganitzat formant 10 províncies amb governacions subordinades: Gilan, Mazandaran, Azerbaijan Est, Azerbaijan Oest, Kermanshah, Khuzestan, Fars, Kerman, Khorasan, i Esfahan.
Iran havia tingut una reclamació història sobre Bahrain com la seva 14ena província, que fou sota ocupació britànica fins 1971. Anteriorment a 1957, Bahrain pertanyia a la Província de Fars. Durant l'Iran safàvida, Bahrain estava subordinat a la Província de Buixehr i Zubara (situada al país actual de Qatar) era la seva capital. El 1737, sota la dinastia Afsharid, Bahrain va ser sotmès al govern de Fars. Aquesta reclamació va ser reafirmada pel nou lideratge teocràtic iranià després de 1979 amb l'intent de cop d'estat a Bahrein de 1981.
De 1960 a 1981, les governacions es van elevar gradualment a l'estatus provincial una per una. Des d'aleshores s'han creat diverses províncies noves, la més recent el 2010, quan la nova província d'Alborz es va dividir de la província de Teheran, i abans el 2004, quan la Khorasan es va dividir en tres províncies.

Mapa de les 31 províncies de l'Iran.

## Províncies actuals
| Província                 | Abr. | Capital      | Població (2023) | Àrea (km2) | Densitat (/km2) | Comtats | Mapa |
| ------------------------- | ---- | ------------ | --------------- | ---------- | --------------- | ------- | ---- |
| Alborz                    | AL   | Karaj        | 2.730.000       | 5.833      | 465,01          | 7       |      |
| Ardabil                   | AR   | Ardabil      | 1.284.000       | 17.800     | 71,37           | 12      |      |
| Azerbaidjan Oriental      | EA   | Tabriz       | 3.925.000       | 45.650     | 85,64           | 21      |      |
| Azerbaidjan Occidental    | WA   | Urmia        | 3.278.000       | 37.437     | 87,22           | 17      |      |
| Buixehr                   | BU   | Buixehr      | 1.174.000       | 22.743     | 51,15           | 10      |      |
| Chahar Mahall i Bakhtiari | CB   | Xahrekord    | 973.000         | 16.332     | 58,03           | 11      |      |
| Fars                      | FA   | Siraz        | 4.904.000       | 122.608    | 39,57           | 37      |      |
| Gilan                     | GN   | Rasht        | 2.546.000       | 14.042     | 180,22          | 17      |      |
| Golestan                  | GO   | Gorgan       | 1.893.000       | 20.195     | 92,53           | 14      |      |
| Hamadan                   | HA   | Hamadan      | 1.756.000       | 19.368     | 90,78           | 10      |      |
| Hormozgan                 | HO   | Bandar Abbas | 1.806.000       | 70.669     | 25,14           | 13      |      |
| Ilam                      | IL   | Ilam         | 591.000         | 20.133     | 28,82           | 11      |      |
| Esfahan                   | IS   | Esfahan      | 5.136.000       | 107.029    | 47,85           | 28      |      |
| Kerman                    | KN   | Kerman       | 3.184.000       | 183.285    | 17,27           | 23      |      |
| Kermansah                 | KE   | Kermansah    | 2.003.000       | 24.998     | 78,10           | 14      |      |
| Khorasan Nord             | NK   | Budjnurd     | 868.000         | 28.434     | 30,35           | 10      |      |
| Khorasan Sud              | SK   | Birjand      | 786.000         | 151.913    | 5,06            | 11      |      |
| Khuzestan                 | KH   | Ahvaz        | 4.725.000       | 64.055     | 73,54           | 30      |      |
| Kohgiluyeh i Boyer-Ahmad  | KB   | Yasuj        | 728.000         | 15.504     | 45,99           | 9       |      |
| Kurdistan                 | KU   | Sanandaj     | 1.614.000       | 29.137     | 55,02           | 10      |      |
| Lorestan                  | LO   | Khurramabad  | 1.784.000       | 28.294     | 62,23           | 11      |      |
| Markazi                   | MA   | Arak         | 1.436.000       | 29.130     | 49,07           | 12      |      |
| Mazandaran                | MN   | Sari         | 3.302.000       | 23.701     | 138,54          | 22      |      |
| Qazvin                    | QA   | Qazvin       | 1.284.000       | 15.549     | 81,92           | 6       |      |
| Qom                       | QM   | Qom          | 1.300.000       | 11.526     | 112,12          | 3       |      |
| Razavi Khorasan           | RK   | Mashhad      | 6.444.000       | 118.884    | 54,12           | 33      |      |
| Semnan                    | SE   | Semnan       | 715.000         | 97.491     | 7,20            | 8       |      |
| Sistan i Balutxistan      | SB   | Zahedan      | 2.777.000       | 180.726    | 15,35           | 26      |      |
| Teheran                   | TE   | Teheran      | 13.323.000      | 18.814     | 705,20          | 16      |      |
| Yazd                      | YA   | Yazd         | 1.156.000       | 76.469     | 14,89           | 13      |      |
| Zanjan                    | ZA   | Zanjan       | 1.103.000       | 21.773     | 48,57           | 8       |      |
| Iran (total)              | IR   | Teheran      | 79.937.000      | 1.628.554  | 49,078          | 474     |      |